# Pajagan (Cisitu)
Pajagan is een bestuurslaag in het regentschap Sumedang van de provincie West-Java, Indonesië. Pajagan telt 2567 inwoners (volkstelling 2010).